# マガワ
マガワ（Magawa、2013年11月25日 - 2022年1月8日または1月9日）は、カンボジアで地雷・不発弾の探知をしていたアフリカオニネズミ。「HeroRATs（英雄ネズミ）」の中でも特に活躍したことで知られている。

## 概要
タンザニアのモロゴロで生まれた人懐こい性格のネズミ。
APOPOによってタンザニアで爆発物に含まれる化学物質を探知する訓練を受け、2016年よりカンボジア北部シエムレアプで地雷や不発弾などを探知する仕事をしていた。
5年間の職務で22万5千平方メートルを捜索し、地雷71個と不発弾38個を発見した。その功績を称えて2020年9月25日にイギリスの動物愛護団体PDSAから金メダルを贈られ、同団体が表彰してきた動物の中で、マガワは初めてメダルを獲得したネズミとなった。マガワは他のネズミに比べて大柄だが、テニスコートほどの範囲であれば、人力で1日から4日ほどかかるところを20分で捜索できる能力を発揮し、PDSAのジャン会長はその活躍を「非常にユニークで際立っていた」と話した。
2021年6月6日に6月末での現役生活の終了をAPOPOが発表し、その活躍ぶりを「とても類まれなネズミ」だったと評価した。
引退までの数週間は指導役として5月下旬に到着した新人ネズミ20匹と地雷除去活動を続け、引退後は好物のバナナとピーナッツを楽しむ生活を送る。
2022年1月11日、APOPOはマガワが1月8日または1月9日に8歳で死亡したことを発表した。

### 引用
1. 1 2 3  “英雄ネズミのマガワ引退へ カンボジアの地雷撤去で活躍：朝日新聞デジタル”. 朝日新聞デジタル. 2021年6月7日閲覧。
2. ↑  “地雷除去に貢献のネズミに金メダル、英団体が動物界最高の賞授与”. AFPBB. 2021年6月7日閲覧。
3. ↑  “地雷を見つけるネズミに金メダル 救命活動に貢献のお手柄”. BBCニュース. (2020年9月25日) 2021年6月7日閲覧。
4. 1 2  “カンボジアの地雷除去で大活躍、ネズミの「マガワ」が引退”. AFPBB. 2021年6月7日閲覧。
5. ↑  “IN LOVING MEMORY OF MAGAWA” (英語). APOPO. 2022年1月12日閲覧。
6. ↑  “地雷発見の「英雄ネズミ」死ぬ　金メダル授与で有名に”. BBCニュース. 2022年1月12日閲覧。